# Władysław Dziewulski
Władysław Dziewulski (1878 - 6 de febrero de 1962) fue un astrónomo y matemático polaco. 

## Semblanza
Dziewulski estudió matemáticas y astronomía en su Varsovia natal. En 1902 se desplazó a la Universidad de Gotinga en Alemania para completar su formación. En 1903, fue nombrado ayudante en el observatorio astronómico de Kraków perteneciente a la Universidad Jagelónica, donde obtuvo su doctorado en 1906.  En 1919 obtuvo una plaza de profesor de la Universidad de Vilna, siendo además el director de su Observatorio Astronómico. Fue nombrado rector de la universidad en 1924-1925. Posteriormente se trasladó a la Universidad Nicolás Copérnico de Toruń, ciudad en la que pasó los últimos años de su vida.
Se especializó en las perturbaciones gravitatorias de los planetas menores, en los movimientos de agrupaciones estelares, y en la fotometría fotográfica.
Dedicó toda su carrera a la investigación astronómica, publicando más de 200 artículos.

## Eponimia
- El cráter lunar Dziewulski lleva este nombre en su memoria.
- El Planetario Wladyslaw Dziewulski en la ciudad polaca de Toruń también recuerda al astrónomo.[3]